# De kämpade sig till frihet
De kämpade sig till frihet är Socialdemokraternas valfilm från 1948, regisserad av Arne Bornebusch.
Filmen visar episoder från arbetarrörelsens genombrott och reformarbete och premiärvisades på en pressvisning den 19 augusti 1948 på biograf Grand i Stockholm. Manus skrevs av Karl Fredriksson, musiken av Allan Johansson och filmfotot gjordes av Elner Åkesson.

## Rollista
- Åke Grönberg – Larsson, smed
- Naima Wifstrand – fru Nilsson, statarhustru
- Olav Riégo – patron på Berga gård
- Hjördis Petterson – lärarinnan
- Gunnar Sjöberg – verkstadsarbetare i nutid/berättare
- Arthur Fischer – Carl-August Halvarsson, statare
- Gösta Holmström – Larssons smedhalva
- Stig Grybe – Anders Persson
- Olof Thunberg – strejkande arbetare
- Nils Stödberg	– strejkande arbetare
- Wiktor "Kulörten" Andersson – Johansson, statare, dragspelaren
- Arne Lindblad – Nilsson, statare
- Julia Cæsar – statargumma
- Werner Ohlson – Anders Perssons far, statare
- Birger Åsander – socialdemokratisk talare
- Olle Ekbladh – fackombudsmannen
- Erik Forslund – statare
- John Melin – mannen i luckan
- Per-Axel Arosenius – arbetsgivare
- Lars Ekborg – ung arbetare som meddelar att det är strejk
- Alf Östlund – kommunalordföranden
- Walter Turdén – arbetare i nutid
- Carl-Einar "Charlie" Gregmar – brudgummen
- Per-Olov Ericsson – Larssons son
- Per Albin Hansson	– sig själv